# Armin Meiwes
Armin Meiwes (Essen, Alemania Occidental, 1 de diciembre de 1961) es un homicida y convicto alemán que ganó notoriedad en los medios de comunicación al perpetrar el asesinato, y posterior descuartizamiento y canibalismo de Bernd Jürgen Brandes, con el que había contactado por Internet, para satisfacer las fantasías de devorar y ser devorado. 
Su caso conmocionó a la sociedad alemana e internacional, lo que le valió el apodo de "El Caníbal de Rotemburgo".

## Primeros años de vida
Armin Meiwes nació en Essen,el tercer hijo de Waltraud Meiwes (1922-1999) y su entonces novio Gustav (nacido en 1941); la pareja se casó al año siguiente del nacimiento. Waltraud era ama de casa y Gustav trabajaba como policía.Por parte de su madre, Meiwes tuvo dos medio hermanos mayores de diferentes padres que se criaron con él en el distrito de Holsterhausen.Gustav se separó de Waltraud en 1969y solicitó el divorcio cuando Meiwes tenía doce años.Meiwes abandonó la Hauptschule y cursó una formación comercial sin terminarla.
En 1980, después de que sus hermanos mayores se mudaran, Meiwes y su madre se mudaron a Wüstefeld, una aldea de Rotenburgo del Fulda, donde la familia, desde 1966, poseía una finca, compuesta por una casa de 44 habitaciones de la época de Gründerzeit y establos de ponis.La ciudad tenía una población de 30 habitantes en 2001.

### Waltraud Meiwes
Los psicólogos describieron a Waltraud Meiwes como una persona que controlaba la vida de su hijo. Tenía ideas misándricas debido a sus relaciones románticas fallidas y buscaba que su hijo menor dependiera completamente de ella. Exnovias y colegas de Meiwes recordaron que siempre lo acompañaba a citas y viajes de trabajo, y Meiwes afirmó que lo habían criado para creer que esto era normal. Desde la infancia de Meiwes, lo inculcaba en la culpabilidad para que realizara la mayoría de las tareas domésticas y lo humillaba delante de sus amigos contándoles secretos embarazosos sobre Meiwes mientras lo llamaba cariñosamente "Minchen". La policía de Essen registró que Waltraud Meiwes había presentado una falsa acusación de asesinato contra una conocida de su entonces esposo en 1965. Durante el encuentro con los agentes y la acusada, Waltraud fingió desmayarse para evitar tener que dar explicaciones. Varios diarios escritos por Waltraud contenían genealogías exhaustivas del siglo XIX y una autobiografía, que notablemente omitió cualquier mención de sus matrimonios o la crianza de sus hijos.Mantuvo la puerta de la habitación de Meiwes adornada con las palabras "dormitorio de niños" hasta que cumplió 20 años.
Sus dos exmaridos alegaron crueldad mental como motivo de su divorcio; el padre de su segundo hijo se suicidó en una explosión de gas. Su segundo marido, Gustav, declaró que Waltraud no quería un tercer hijo, pero que lo hizo de todos modos para "unir a su marido más estrechamente con ella".Meiwes se describió como una persona más unida a su padre durante su infancia, encontrando a su madre "excéntrica", pero que, tras su separación, ella fue su contacto más cercano durante casi toda su vida.

## Edad adulta

### Servicio militar y carrera
Entre 1981 y 1993, Meiwes sirvió como soldado contratado en el Ejército Alemán, pasando gran parte de su tiempo destinado en el cuartel Alheimer [de] a las afueras de Rotenburgo, y se convirtió en suboficial de la 52.ª Brigada de Granaderos Panzer. Debido a la proximidad a su casa, Meiwes viajaba de un lado a otro para seguir viviendo con su madre. Soldados y empleados civiles lo describieron como profesional y atento, siempre permitiendo permisos y ofreciéndose a ayudar en la vida privada de sus subordinados. Entre 1984 y 1985, estuvo comprometido con una mujer, pero Meiwes terminó la relación porque la encontraba demasiado parecida en carácter y apariencia a su madre. Meiwes afirmó haber conocido a su exprometida, así como a otras mujeres, a través de una casamentera, y que, tras la ruptura, se centró más en su carrera, terminando sus estudios administrativos en Sonthofen y Unna en 1986.
Meiwes había planeado inicialmente dirigir una escuela de informática con sus hermanos, pero tras ser licenciado con el rango de Oberfeldwebel, Meiwes encontró trabajo como especialista en informática en el centro de datos de un banco en Kassel. Los vecinos lo describían como una persona educada y de aspecto cuidado, que asistía regularmente y ayudaba a organizar eventos en la pequeña comunidad. Se sabía que Meiwes se encargaba de los niños, cuidando a los de sus vecinos, haciendo de Papá Noel todos los años en Navidad e impartiendo cursos de conducción a un adolescente, expresando a menudo su deseo de establecerse y tener hijos propios. Dos relaciones con mujeres de la localidad fracasaron después de que Meiwes revelara su preferencia por ambos sexos.

### Fetichismo caníbal
Durante las sesiones con peritos policiales, Meiwes explicó que su afición por el canibalismo se desarrolló durante su adolescencia. Tras pasar las vacaciones de verano en la zona rural de Wüstefeld, sus vecinos le introdujeron desde pequeño en la matanza casera de ganado, aves, cerdos y ciervos, y alrededor de los seis años le enseñaron a destripar animales pequeños como conejos.Mencionó el cuento de hadas Hansel y Gretel y una adaptación cinematográfica de la novela Robinson Crusoe como sus primeras influencias, destacando esta última por una escena en la que el personaje Viernes expresa su interés en "mostrar su reverencia" por un compañero de tribu devorando sus restos.
Meiwes también describió sentirse "muy solo" tras la desintegración familiar, refiriéndose principalmente al abandono de su padre, pero también a la mala relación con sus hermanos mayores, así como a la muerte de su abuela y su primer gato cuando tenía ocho años.Sumado a su falta de amigos, Meiwes creó un hermanito imaginario llamado "Franky", en honor a un compañero de clase llamado Frank. En su imaginación, "Franky" se parecía al personaje Sandy Ricks (interpretado por Luke Halpin) de la serie de televisión estadounidense Flipper.Poco después de entrar en la pubertad, su madre le prohibió tener novias, tras lo cual Meiwes comenzó a tener fantasías sexuales con "Franky".En concreto, deseaba "unirse" con "Franky" devorando su cuerpo, fantasía que se expandía hacia la evisceración y la imaginería de un matadero. Meiwes solo intentó vivir esta fantasía una vez antes, cuando quiso pedirle a un compañero de clase que se parecía mucho a "Franky" que "cortara un trozo de él", pero decidió no hacerlo por miedo a que se lo negaran y lo condenaran al ostracismo.Meiwes afirmó que, a medida que crecía, sus fantasías se "desvanecían en un segundo plano" cada vez que tenía una relación, pero la muerte de su madre el 2 de septiembre de 1999 hizo que se concentrara más intensamente en ellas.Meiwes se identifica como bisexual.
De adulto, Meiwes guardaba grabaciones de documentales de televisión sobre la guerra de Vietnam y leía literatura sobre asesinos en serie caníbales como Fritz Haarmann y Jeffrey Dahmer. También grababa vídeos fetichistas amateur para uso personal, en los que se cubría de kétchup mientras fingía cortarse, se colgaba de los pies con una polea para imitar el cadáver de un animal sacrificado o comía mazapán y carne picada que había moldeado con formas humanas o fálicas. Guardaba collages de partes del cuerpo recortadas de revistas pornográficas en una parrilla y copias de los vídeos bajo llave en una caja fuerte, tras dejar de producir material adicional cuando su madre cuestionó la cocina sucia que Meiwes había dejado tras una filmación nocturna. Con la llegada de internet en la década de 1990, Meiwes comenzó a frecuentar foros en línea centrados en el fetichismo caníbal desde al menos 1998, usando el alias "Franky" con el nombre de usuario "Antrophagus [sic]" y presentándose como carnicero. Meiwes expresó su interés principalmente en matar, desmembrar y canibalizar a otra persona, pero también fantaseaba con ser cocinado y comido por otra persona.
En junio de 2000, Meiwes conoció a Jörg Buse, un cocinero de hotel de 31 años de Füssen, conocido como "Meatboy". Buse tenía fantasías similares: descuartizar y cocinar a otro ser humano, y se convirtió en un compañero de chat frecuente en un grupo de caníbales de Yahoo. Acordaron verse en persona el otoño siguiente y, tras dos encuentros regulares en Kassel durante octubre, Meiwes convenció a Buse para dos sesiones de "carnicería". La primera vez, el 12 de noviembre, en un hotel de Kassel, Meiwes tuvo juegos previos untando a Buse con aceite de oliva y dibujando círculos en su cuerpo desnudo, diciéndole que cortaría carne de esas secciones. También hablaron de la "comestibilidad" de dos conocidos de Buse, a quienes ofreció llevar a Meiwes para que la pareja los drogara, torturara, matara y se los comiera. Durante la segunda reunión el 19 de noviembre en la casa de Meiwes, Buse se fue temprano después de ver la "sala de matadero" hecha en preparación en el ático, que anteriormente albergaba una cámara de humo.
Buscando un voluntario dispuesto, Meiwes publicó más de 60 anuncios en líneaen el foro Nulloa principios del 2000, indicando que buscaba a un joven corpulento de entre 18 y 30 años para ser sacrificado y luego consumido.Varias personas respondieron al anuncio, pero se echaron atrás; Meiwes no intentó obligarlos a hacer nada contra su voluntad. Al menos dos usuarios afirmaron estar dispuestos a ser asesinados por Meiwes incluso después de reiteradas promesas, pero tampoco cumplieron con sus ofertas. "Matteo", un italiano de mediana edad, inicialmente aceptó ser "azotado hasta la muerte" y "asado" con un lanzallamas o dos calentadores eléctricos portátiles mientras estaba clavado a una cruz de San Andrés (en), pero lo reconsideró debido al aspecto caníbal. "Luke", que se identificó como un joven austriaco de 20 años, declaró que su familia iba a llevar a cabo la matanza en lugar de Meiwes, programada para el 7 de enero de 2001 durante la Navidad ortodoxa.Usando el alias "Cator99", Bernd Jürgen Brandes, un ingeniero bisexual de 43 añosde Berlín, respondió a un anuncio el 5 de febrero de 2001 y aceptó el acto.

### Bernd Brandes
Bernd Jürgen Brandes nació el 19 de enero de 1958 en Berlín-Schöneberg como hijo único de una familia adinerada. Su padre era médico y su madre, anestesióloga, y trabajaba en clínicas de Berlín-Zehlendorf. En 1963, su madre falleció en un accidente de tráfico durante unas vacaciones en Sylt. La investigación policial halló indicios de que se trató de un suicidio disfrazado de accidente, probablemente derivado de la culpabilidad por un error médico que había cometido el año anterior, que provocó la muerte de un paciente. El padre de Brandes nunca le contó a su hijo las verdaderas circunstancias de la muerte de su madre, lo cual, según el psicólogo Klaus Michael Beier, provocó que Brandes desarrollara problemas de ansiedad. Posteriormente, Brandes fue criado principalmente por au pairs contratadas por su padre, de quien se distanció tras volver a casarse con una empleada de su consultorio médico. Beier postula que su relación negativa con su madrastra contribuyó a su desarrollo psicosexual anormal y a su deseo de castración, que luego se vio agravado por el odio hacia sí mismo por su orientación sexual.
Brandes destacó en la escuela, asistiendo a clases adicionales de matemáticas y bellas artes, además de recibir premios en competiciones de natación. Se graduó con calificaciones promedio del Erich-Hoepner-Gymnasium (actualmente Heinz-Berggruen-Gymnasium [de]) y estudió en la Universidad Técnica de Berlín, donde se graduó en ingeniería de control e ingeniería eléctrica el 3 de noviembre de 1983. Brandes trabajó para el sector de telefonía de Siemens desde 1981 y obtuvo un puesto ejecutivo como jefe de división en Berlín-Siemensstadt en 1992. Su salario anual ascendía a 70.000 € (equivalente a 111.050 € en 2023).
A pesar de su éxito financiero, Brandes estaba cada vez más insatisfecho con su vida debido a dificultades interpersonales. El deterioro de sus relaciones con su padre terminó con el padre de Brandes cortando el contacto con su hijo por salir del armario en 1990. Entre 1987 y 1994, Brandes estuvo comprometido con una mujer, pero la pareja rompió después de que Brandes la engañara con un hombre durante un viaje de negocios a Estados Unidos. De 1995 a 2000, Brandes vivió en Berlín-Tempelhof, teniendo relaciones sexuales esporádicas con citas de bares gay, además de mantener relaciones románticas con varias mujeres de Alemania, Estados Unidos y al menos una de Nigeria. Según sus parejas, tanto femeninas como masculinas, Brandes no mostró interés en prácticas masoquistas durante las relaciones sexuales con ellas. En cambio, durante el mismo período, solicitó los servicios de prostitutos masculinos para peticiones como morder durante el sexo oral. Una trabajadora sexual tanzana anónima contó que Brandes una vez le ordenó que se cortara el pene con un cuchillo, pero la trabajadora sexual se negó y usó el borde romo contra Brandes sin cortar la piel.
Entre sus primeras comunicaciones en línea y su encuentro en persona, Brandes y Meiwes intercambiaron correos electrónicos casi a diario durante un mes, donde discutieron sus planes y parafilias en detalle.Contrariamente a la mayoría de los informes de los medios, Brandes no deseaba ser comido, pero estaba dispuesto a complacer el fetiche caníbal de Meiwes a cambio de su castración. Brandes había mencionado previamente su temor de que la mutilación pudiera llevarlo a ser internado involuntariamente, por lo que estaba dispuesto a ser asesinado y consumido por Meiwes después del acto.
René J., de 25 años, novio de Brandes desde 1998, declaró haberlo visto por última vez a finales de febrero de 2001, poco después de conocer a Meiwes por internet, y que no parecía diferente ni mostraba indicios de que fuera a morir pronto, ya que había comprado aparatos electrónicos nuevos. El día antes de ir a visitar a Meiwes, Brandes vendió su coche, borró todos los archivos de sus ordenadores, se tomó un día libre en el trabajo con el pretexto de hacerse un trasplante de pelo y dejó una nota manuscrita en un armario, dejando todas sus propiedades a René J.

## Asesinato de Bernd Brandes
La noche del 9 de marzo de 2001, Meiwes y Brandes se encontraron en la estación Kassel-Wilhelmshöhe. Meiwes inicialmente planeó vivir juntos y conocerse durante unos días, pero Brandes insistió en que la "masacre" debía tener lugar ese mismo día. Condujeron hasta la casa de Meiwes en Wüstefeld, donde se abrazaron y se besaron sobre un colchón durante varias horas.Alrededor de la medianoche, instalaron un equipo de video para filmar la mutilación de Brandes. Meiwes había preparado seis cuchillos, un hacha y una picadora de carne para el acto.
Según el deseo original de este último, Meiwes intentó arrancarle el pene de un mordisco, pero fracasó. Meiwes pidió usar un cuchillo y le hizo beber a Brandes una botella de 180 ml de jarabe para la tos Vicks MediNait con alcohol para inducirle una respiración lenta y un cansancio extremo y así facilitar el proceso. Brandes decidió cancelar, creyendo que su pareja era "demasiado benigno" para hacerle daño, pero cambió de opinión tras comprar un billete de ida y vuelta en la estación. De regreso, Meiwes pasó por una farmacia y compró un paquete de 20 pastillas para dormir Vivinox y otra botella de jarabe para la tos, que Brandes se bebió al menos la mitad de cada una.En la casa, Brandes afirmó que los efectos deseados no surtían efecto, sino que tenía alucinaciones leves de formas de animales en movimiento. Meiwes tuvo dificultades para cortar la carne, así que usó una cuchilla más afilada para cortarle el pene. Brandes gritó de dolor, pero se sintió consternado al ver que la sensación no era tan intensa como esperaba. Después de que Meiwes vendara la herida, ambos intentaron comerse el miembro juntos. Al parecer, Brandes intentó comerse crudo un poco de su propio pene, pero no pudo, porque era demasiado duro y, en sus propias palabras, "poco masticable". Meiwes luego frio el pene en una sartén con sal, pimienta, vino y ajo; luego lo frio con un poco de la grasa de Brandes, pero para entonces estaba demasiado quemado para que ninguno de los dos lo comiera. Después, cortó el pene en trozos y se lo dio a su perro.Según funcionarios judiciales que vieron el video (que no se ha hecho público), Brandes podría haber estado demasiado debilitado por la pérdida de sangre como para comerse su propio pene. Decepcionado por este resultado, Brandes le dijo a Meiwes: "Si aguanto hasta mañana, aún podemos desayunar mis huevos. Tú te quedas con uno, yo con otro".
Meiwes le preparó un baño a Brandes antes de ir a leer un libro de Star Trek, mientras lo revisaba cada quince minutos. Durante ese tiempo, Brandes permaneció desangrándose en la bañera, recuperando la consciencia con frecuencia. Dos horas después, Brandes regresó a la "sala de sacrificio" para dormir en una cama. Poco después, entre las 3:00 y las 4:00, Brandes intentó levantarse para ir al baño, a pesar de que Meiwes le dijo que no le importaba que orinara en el colchón. Cuando Brandes se levantó, se desplomó de inmediato por la pérdida de sangre y, creyendo que Brandes había muerto, Meiwes lo ató a una mesa y le cortó partes del cuerpo. Meiwes señaló más tarde que, al revisar las imágenes, Brandes podría haber seguido respirando en ese momento. Tras largas vacilaciones y oraciones, Meiwes mató a Brandes apuñalándolo en la garganta, tras lo cual terminó el desmembramiento y colgó el cuerpo en un gancho de carnicero. Desde su encuentro hasta el asesinato de Brandes, transcurrieron unas ocho horas. El incidente se grabó en una cinta de video de cuatro horas, que nunca se ha hecho pública debido a su espantoso contenido. Se pueden encontrar en línea cuatro capturas de pantalla supuestamente de la cinta, pero su credibilidad no está probada.

### Disposición del cuerpo y reuniones posteriores
Meiwes desmembró y se comió el cadáver durante los diez meses siguientes, guardando partes del cuerpo en su congelador bajo cajas de pizza y consumiendo hasta 20 kilogramos de carne. Los huesos fueron enterrados en el suelo de la finca, mientras que la cabeza de Brandes, inicialmente congelada, también fue enterrada seis meses después de su muerte. Según la fiscalía, Meiwes cometió el acto por placer sexual. Meiwes, por su parte, afirmó que ya había asimilado a Brandes y que, gracias al consumo de su carne, mejoraba su inglés y matemáticas. La familia de Brandes no denunció su desaparición, y una denuncia de su novio el 12 de marzo de 2001 no encontró ninguna pista después de que Brandes abandonara Berlín.
Entre 2001 y 2002, Meiwes organizó entre 30 y 40 encuentros de matanza. La mayoría de los hombres, de entre 20 y 50 años, descritos como "bien educados y con altos ingresos", se reunían con Meiwes en Wüstefeld y Kassel, pero a veces él conducía hasta sus ubicaciones, incluyendo Hamburgo, Dresde y los Países Bajos. La mayoría se retractó de las prácticas más drásticas sugeridas por Meiwes, ya que solo les interesaban los juegos de rol, pero algunos participantes con fetiches de BDSM o sumisión se dejaron atar y colgar en la polea. Meiwes expresó su preferencia por hombres jóvenes, delgados y rubios, pero aceptó todas las ofertas que recibió.
Al menos cuatro hombres habían accedido a ser masacrados; todos menos uno se echaron atrás al darse cuenta de que Meiwes iba en serio con su oferta. "Andreas", de Ratisbona, fue colgado boca abajo, apuñalado con alfileres con los nombres "filete" y "jamón", cubierto con film transparente y fiambre, pero decidió interrumpir la matanza, ya que no quería morir de verdad, y en su lugar comió pizza y bebió cerveza con Meiwes esa noche. "Alexander", de 26 años y de Essen, se ofreció voluntario para ser asesinado, pero insistió en ser decapitado en el acto. Meiwes no lo hizo porque la víctima era "demasiado indecisa y gorda" para su gusto. El 7 de diciembre de 2001, "Thomas", de 37 años y fetichista del cuero y las botas, fue encerrado en una jaula y colgado boca abajo, pero tampoco expresó ningún deseo de ser masacrado.
En junio de 2001, Meiwes se reunió de nuevo con Jörg Buse, quien le envió fotos de sus colegas y reiteró su oferta de llevarlas para comer. Esta vez, Buse expresó su especial desagrado por uno de los hombres por haber sido nombrado subchef en su lugar, además de haber obtenido fotos de su vientre desnudo. Meiwes rechazó estas peticiones expresamente, insistiendo en conocer gente dispuesta a ello. Tras repetir los mismos juegos previos de su primer encuentro en el apartamento de Buse en St. Georgen, volvieron a encontrarse en casa de Meiwes la noche del 4 de noviembre de 2001. A Buse le afeitaron las axilas y el vello púbico en la misma bañera donde Brandes se había desangrado, antes de que Meiwes lo atara consensualmente y lo dejara boca abajo en la "sala de sacrificio". Meiwes le preguntó repetidamente a Buse si quería ser sacrificado en lugar de sus conocidos, a lo que este negó reiteradamente. La pareja interrumpió el juego del ahorcamiento cuando Buse se quejó de dolor en los tobillos y la baja temperatura de la habitación. Ambos continuaron viéndose intermitentemente durante el año siguiente.El último "encuentro de matanza" tuvo lugar el 14 de julio de 2002, cuando Dirk Moeller, de 27 años y hotelero londinense nacido en Alemania, llegó a casa de Meiwes para ser "condenado a muerte por el Tribunal Caníbal" y comido como castigo, pero se retractó tras ver un vídeo de Meiwes participando en el ahorcamiento de poleas con Buse. El 6 de octubre de 2002, un quinto hombre, "Stefan", de Kassel, con un fetiche consensual por el sexo no consentido, fue atado y drogado con cloroformo, pero ileso. Un último hombre, "Daniel", de 22 años y también de Kassel, se reunió con Meiwes dos veces, la última el 5 de diciembre de 2002, y Meiwes le mordió las nalgas y los muslos. Sin embargo, en la mayoría de los casos, Meiwes invitaba a los hombres a reuniones para tener sexo no relacionadas con la matanza, en promedio dos veces al mes.

## Arresto
El 9 de julio de 2002, un estudiante universitario austríaco de 23 años, oriundo de Innsbruck, navegaba por internet utilizando un motor de búsqueda con las palabras clave "Horror y emociones nerviosas" cuando encontró uno de los nuevos anuncios de Meiwes. Le escribió un correo electrónico preguntándole si realmente había matado a alguien. Cuando Meiwes respondió afirmativamente, el estudiante alertó a las autoridades alemanas sobre los anuncios. La policía de Wiesbaden tardó dos meses en identificar a "Franky" como Armin Meiwes.
Meiwes fue arrestado el 10 de diciembre de 2002 y, tras un registro domiciliario el 11 de diciembre, la policía recuperó partes del cuerpo en el patio y pertenencias personales de Brandes. Solo se encontraron la cabeza, las manos, los pies y algunos huesos. Meiwes había indicado los lugares de enterramiento y entregado un reloj de pulsera propiedad de Brandes, que llevaba puesto en el momento de su arresto. En total, se confiscaron en el domicilio de Meiwes 1742 disquetes, 228 videocasetes, 221 discos duros, 16 ordenadores, 95 CD-ROM y 23 cintas magnéticas. De estos, solo 21 casetes se consideraron relacionados con el caso. Esa misma tarde, dos agentes de la Policía Estatal de Hesse revisaron la cinta, pero no la vieron íntegramente, argumentando que "cumplían con los requisitos probatorios" al transcribir únicamente la mutilación y el asesinato, sin necesidad de observar ni documentar el desmembramiento. El 13 de diciembre, la policía realizó un segundo registro de la propiedad de Meiwes con perros rastreadores para garantizar que no se encontraran otros restos humanos enterrados. El 19 de diciembre, el caso se transfirió a la LKA de Hesse y se formó una comisión investigadora especial.
El funeral de Brandes se celebró al año siguiente en un lugar secreto a las afueras de Berlín para evitar la cobertura mediática y futuras desfiguraciones por parte de vándalos. Solo asistieron el novio de Brandes, algunos amigos y algunos policías que hacían las veces de seguridad.

#### Investigaciones relacionadas
Se encontraron alrededor de 430 usuarios de internet en la lista de contactos de Meiwes en el foro de caníbales. Los que vivían en Alemania fueron interrogados, mientras que los que residían en el extranjero se mantuvieron en paz.La mayoría de las parejas posteriores de Meiwes fueron identificadas, una de las cuales fue acusada penalmente. Jörg Buse enfrentó acciones legales bajo sospecha de complicidad/conspiración de asesinato por ofrecerse a proporcionar víctimas a Meiwes, pero el caso fue suspendido, con una multa monetaria y terapia psiquiátrica obligatoria. Buse tuvo que escribir cartas de disculpa a los dos colegas que había nombrado, pero ninguno respondió. Eugen A., mencionado como "colega de matanza" en los contactos de Meiwes, fue juzgado por representación de violencia (Gewaltdarstellung [de]) porque recibió cuatro fotos del cadáver de Brandes por correo electrónico, dos el 21 de febrero de 2002 y otras dos el 5 de diciembre, a petición suya.

### Juicio y condena por homicidio involuntario
Durante su encarcelamiento en el Tribunal de Apelaciones de Kassel I [de], a Meiwes se le diagnosticó esquizofrenia, pero se le consideró mentalmente apto para ser juzgado.Durante su estancia en prisión, Meiwes vendió los derechos de su biografía a la revista alemana Stern.Durante las entrevistas, Meiwes describió inicialmente sus acciones como suicidio asistido. El juicio reconoció que el consentimiento de la víctima no se produjo bajo la fuerza, pero enfatizó que esto no legalizaba el acto de matar, con especial consideración por el deterioro mental de Brandes, posiblemente aún más alterado por la ingesta de sedantes, en el momento de su muerte.El 30 de enero de 2004, el tribunal regional de Kassel condenó a Meiwes por homicidio involuntario y lo sentenció a ocho años y seis meses de prisión.El caso atrajo considerable atención mediática.
En declaraciones a un periódico alemán, Meiwes admitió haber canibalizado de Brandes y expresó su arrepentimiento por sus actos. Añadió que quería escribir una biografía para disuadir a cualquiera que quisiera seguir sus pasos. Tras su arresto en 2002, comenzaron a aparecer sitios web dedicados a Meiwes, con anuncios que buscaban víctimas voluntarias. «Deberían buscar tratamiento, para que la situación no se agrave como me pasó a mí», declaró Meiwes. Durante su estancia en prisión, Meiwes se hizo vegetariano.Desde la cárcel, mantuvo correspondencia con la criminóloga Petra Klages y un antiguo vecino de Wüstefeld.

### Nuevo juicio y condena por asesinato
El 22 de abril de 2005, el Tribunal Federal Alemán ordenó un nuevo juicio después de que los fiscales apelaran la sentencia de Meiwes, argumentando que debería haber sido condenado por asesinatoporque mató por satisfacción sexual, un motivo probado por haber grabado en vídeo el crimen.El tribunal dictaminó que el juicio original había ignorado la importancia del vídeo al refutar el argumento de que Meiwes sólo mató porque se le había pedido que matara.
Su nuevo juicio comenzó el 12 de enero de 2006. Un psicólogo declaró que Meiwes podría reincidir, ya que "aún fantaseaba con devorar la carne de jóvenes".El 10 de mayo de 2006, el Tribunal Superior Regional de Fráncfort del Meno condenó a Meiwes por asesinato y lo condenó a cadena perpetua. Desde entonces, se encuentra encarcelado en el Justizvollzugsanstalt Kassel II [de], un centro penitenciario socioterapéutico.En octubre de 2018, el Tribunal de Fráncfort dictaminó que Meiwes no podría optar a la libertad condicional después de 15 años y que solo recibiría alguna forma de liberación si los psiquiatras determinaban que ya no representaba un peligro para la sociedad en general.
A partir de 2020, a Meiwes se le permitió salir de prisión para realizar excursiones supervisadas disfrazado por la ciudad en un estado diferente.En prisión, Meiwes trabaja en la lavandería y asiste con frecuencia a servicios religiosos.Las apelaciones para la liberación anticipada fueron denegadas en noviembre de 2017y agosto de 2020. Una queja presentada contra el tribunal regional superior de Fráncfort por la anterior denegación de la apelación fue desestimada con la razón específica de que Meiwes era considerado probable de reincidencia.

## Casa de Meiwes
Desde el arresto de Meiwes, su casa se consideraba un lugar perdido para exploradores urbanos y fanáticos de los true crime. En enero de 2004, mientras el juicio de Meiwes aún estaba en curso, un inversor estadounidense intentó comprar la propiedad para convertirla en un hotel temático llamado "Cannibal World", con servicio de transporte, sesiones de fotos y un "Cannibal Café". La oferta fue retirada debido a la negativa tanto de Meiwes como de los residentes locales.La casa era asaltada con frecuencia y se produjeron varios incendios pequeños en su interior.Un incendio similar en 2007 provocó que se incendiara una caseta de jardín.
En la noche del 16 al 17 de abril de 2023, la antigua casa de Meiwes se incendió en lo que se sospechó fue un incendio provocado.Desde junio de 2023, dos menores sospechosos, que se cree que provocaron otros tres incendios entre el 6 y el 17 de abril en Wüstefeld y Alheim-Heinebach, están siendo investigados, pero no se han realizado arrestos.El abogado de Meiwes, Harald Ermel, declaró que su cliente, quien aún era el propietario legal de la casa, ha seguido negando ofertas para vender la propiedad o su Mercedes. El alcalde de Rotenburg, Christian Grunwald, expresó su esperanza de que el incendio detuviera el flujo de turistas delictivos a la ciudad, pero también le preocupaba que el lugar siguiera siendo un lugar de peregrinación si no se limpiaban los escombros por completo.Ermel estaba en conversaciones con funcionarios de la ciudad sobre quién pagaría para limpiar los escombros para evitar el saqueo de la casa de Meiwes en busca de recuerdos del crimen.

## En la cultura popular

### Películas
- El caníbal de Rotemburgo (Titulada en alemán, Rohtenburg; 2006), una película dirigida por Martin Weisz y protagonizada por Keri Russell, inspirada en el suceso, fue prohibida en Alemania después de que Meiwes se quejara de que habían violado sus derechos de personalidad.[56] Posteriormente, el Tribunal Civil más alto de Alemania levantó la prohibición tras una apelación.[57] La película ganó múltiples premios en el Festival de Cine de Sitges de 2006, incluido el de Mejor Director, Mejor Actor para los dos protagonistas masculinos y Mejor Cinematografía.
- Cannibal (2006) es una película de terror directamente para video basada en Meiwes y Brandes, aunque los personajes no tienen nombres; refiriéndose a ellos sólo como "El Hombre" y "La Carne". La película fue dirigida y producida por Marian Dora y está protagonizada por los actores Carsten Frank, Victor Brandl, y Manoush.

### Música
- El supergrupo sueco de death metal Bloodbath, lanzó para su álbum Nightmares Made Flesh de 2004 la canción Eaten que se traduce como Comido, y que narra explícitamente los deseos de la víctima por ser comida. El cantante Mikael Åkerfeldt en algunos de los pocos conciertos que ha dado la banda, antes de interpretar esta canción con un humor muy negro, suele dar un pequeño relato del caso de Bernd Jürgen y Armin Meiwes. Esta canción, escrita por Dan Swanö, se convirtió rápidamente en una de las favoritas de los fanáticos, y es la canción que han utilizado para cerrar la mayoría de las pocas presentaciones que han realizado.

- También la banda de metal industrial Rammstein, se mostró tan impactada con la noticia que en 2004 decidieron componer el tema Mein Teil, cuya letra relata lo que sintió probablemente la víctima. Curiosamente, el caníbal demandó a la banda por este motivo. No obstante, perdió el caso.

### Televisión
- El capítulo 3 de la segunda temporada de la serie inglesa The IT Crowd, titulado "Moss y el Alemán", realizó una parodia del caso. El personaje Maurice Moss, creyendo responder a un anuncio de un curso de cocina alemana, termina en casa de un aspirante a caníbal alemán, donde se descubre el error, culpa de la mala comprensión del idioma inglés por parte del hombre al escribir el anuncio.[58]
- En la temporada 3, episodio 7 de Hannibal, el personaje de Mason Verger se refiere al incidente después de interrumpir el intento del personaje principal de asesinar a Will Graham; específicamente, Hannibal abriendo el cráneo de Will para poder consumir su cerebro: "Ustedes, muchachos, me recuerdan a ese caníbal alemán que hizo publicidad para un amigo y luego se lo comió y su pene antes de morir. La tragedia es que el pene estaba demasiado cocido. ¡Te tomas tantas molestias para comerte a un amigo y le cocinas demasiado el pene! Se lo comieron de todos modos. Tenían que hacerlo. Se comprometieron. Pero no lo disfrutaron".[59]